# Musbrnoia stehliki
Musbrnoia stehliki är en insektsart som beskrevs av Irena Dworakowska 1979. Musbrnoia stehliki ingår i släktet Musbrnoia och familjen dvärgstritar.
Artens utbredningsområde är Vietnam. Inga underarter finns listade i Catalogue of Life.